# Cayo Hueso
Cayo Hueso (en inglés, Key West) es una isla en el estrecho de Florida, en América del Norte, situada en la punta más meridional de los Cayos de la Florida, Estados Unidos. Se encuentra a 150 km (93 millas) de Cuba.
La isla coincide políticamente con los límites de la ciudad de Cayo Hueso (Florida) y tiene una población de 24.700 habitantes. Sus dimensiones son de 6.4 km de largo y 1.6 km de ancho.

## Historia

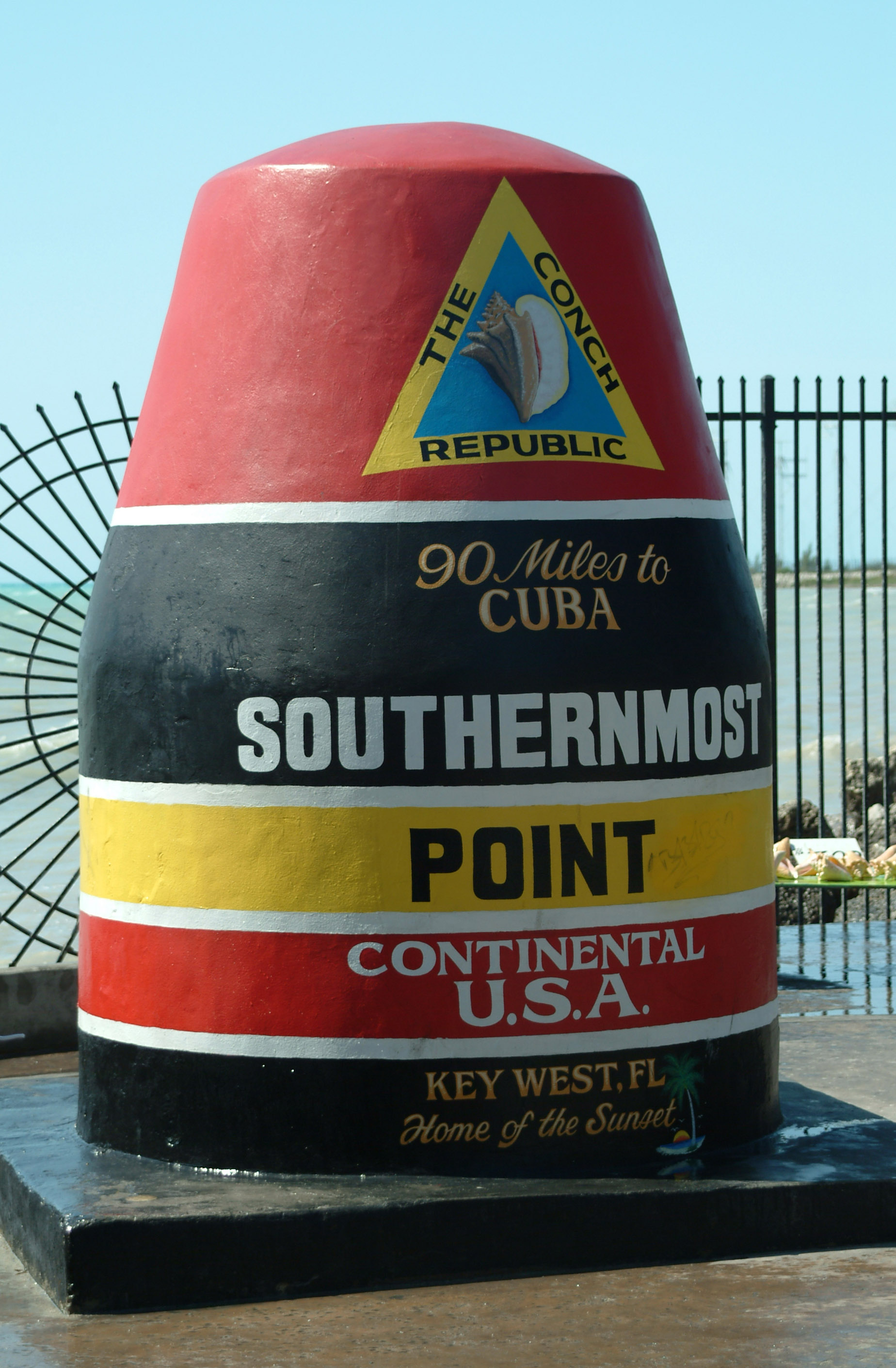
Escultura que recuerda que Cayo Hueso es la ciudad más meridional de Estados Unidos continental.

En tiempos precolombinos, la isla estaba habitada por la tribu indígena de los Calusa. El primer europeo en visitarla fue el explorador español Juan Ponce de León en 1521. 
Cayo Hueso es el nombre original de la isla dado por exploradores españoles. Se dice que este nombre proviene del hecho de que la isla estaba llena de restos (huesos) de anteriores habitantes, que habían utilizado la isla como cementerio.
En el pasado, este y otros cayos del sur de la Florida eran el refugio de piratas, pescadores, comerciantes, buscadores de tesoros y personas socialmente rechazadas.
En 1815 en tiempos del gobernador español de La Habana  Cayo Hueso fue otorgado a otro español llamado Juan Pablo Salas. Pero tras el Tratado de la Florida en  1821 el cayo pasó al dominio de los Estados Unidos y  Salas se vio forzado a vender el cayo a los estadounidenses John Strong y luego también a John W. Simonton. Sin embargo el cayo se mantuvo como refugio de piratas hasta que el gobierno de Estados Unidos, dada la importancia geopolítica del territorio que fue apodado «Gibraltar del Golfo de México» construyó un importante fuerte.

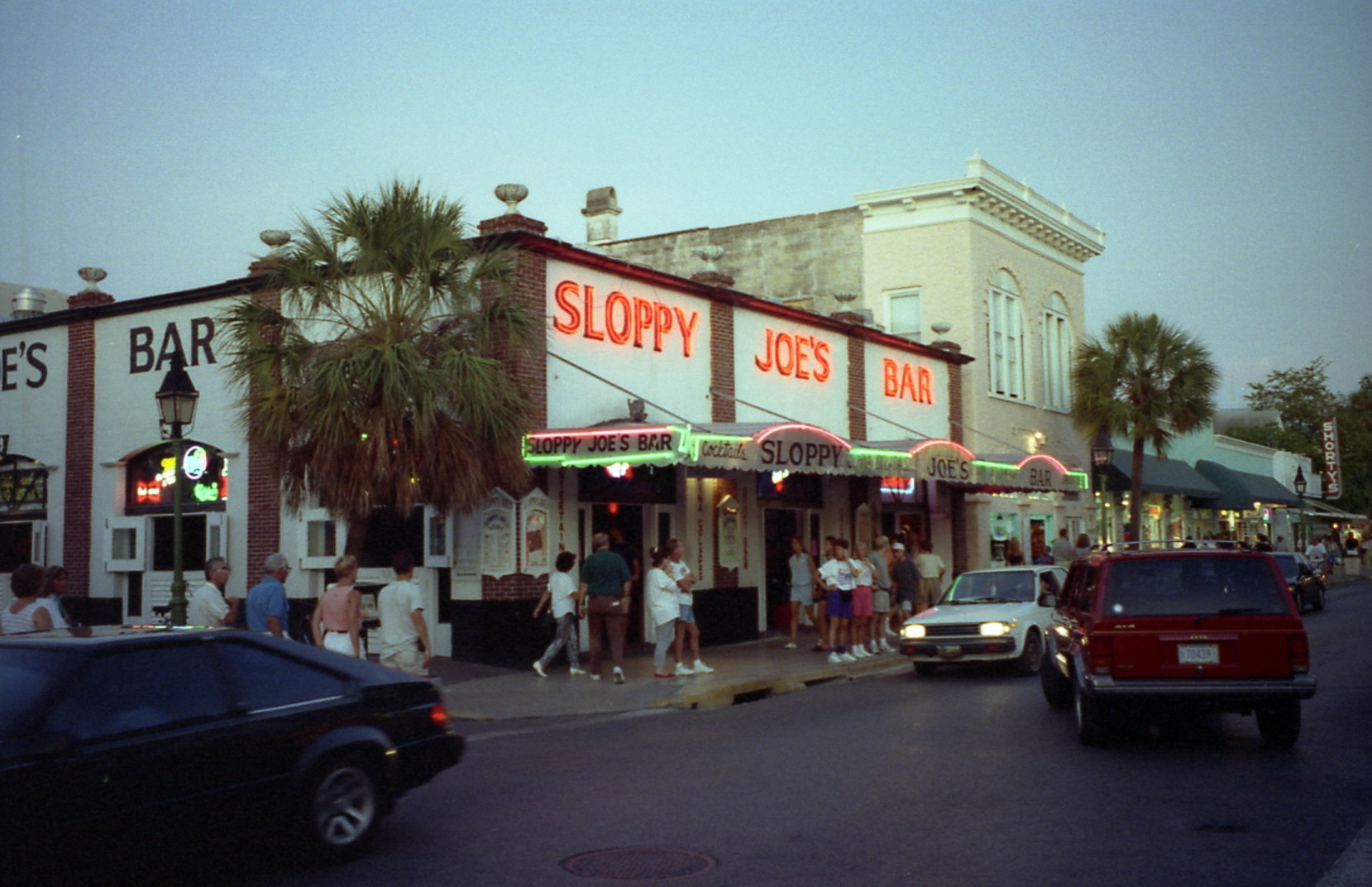
Sloppy Joe's Bar.

En el cementerio de la isla hay un monumento que conmemora el hundimiento del USS Maine en la Guerra Hispano-Estadounidense.

## Vialidad
Hoy en día es posible desplazarse en coche desde el continente hasta Cayo Hueso, la ciudad más meridional de Estados Unidos continental, a través de una carretera formada por decenas de puentes que atraviesan todos los cayos. Al pasar por los puentes es posible detenerse y observar las aguas cristalinas y el fondo marino a unos 6 metros de profundidad, pudiendo verse los cardúmenes de peces. 

## Ocio
El reconocido escritor estadounidense Ernest Hemingway fue residente de Cayo Hueso. Hoy en día este acogedor lugar, con su característico sabor tropical, es una próspera comunidad de artistas y un destino popular entre los turistas. La atracción más famosa es la reunión en el Muelle Mallory Square una hora antes de la puesta del sol y disfrutar de las actuaciones de artistas de la calle mientras se contempla el sol tropical desaparecer tras el horizonte.